# Potštejn
Potštejn – gmina w Czechach, w powiecie Rychnov nad Kněžnou, w kraju hradeckim. Według danych z dnia 1 stycznia 2014 liczyła 920 mieszkańców.
Nad miejscowością góruje ruina gotyckiego zamku założonego w końcu XIII wieku przez ród Drslaviców. Był on rozbudowany w XVI wieku przez Viléma II. z Pernštejnu, ale w XVII wieku został opuszczony. W XVIII wieku został poddany renowacji przez hrabiego Jana Antonína Harbuvala Chamaré, znanego z poszukiwania skarbów. Jego historia zainspirowała Aloisa Jiráska do napisania powieści. 
Zamkowi towarzyszy kaplica Świętych Schodów, droga krzyżowa, Studánka pod hradem i kaplica św. Jana Nepomucena.
W miejscowości funkcjonuje hotel Praha, centrum informacji turystycznej i węzeł licznych szlaków pieszych. Do zabytków należą m.in. barokowy pałac, aleja lipowa i kościół św. Wawrzyńca.